# Kerk van de Heilige Alexandra
De Kerk van de Heilige Alexandra (Duits: St. Alexandra-Kirche, Russisch: Церковь Святой Александры) is een aan de oever van de Lahn gelegen Russisch-orthodox kerkgebouw in Bad Ems (Rijnland-Palts). De kerk werd gewijd aan de heilige Alexandra van Rome, de patroonheilige van twee Russische keizerinnen.

## Geschiedenis
In de 19e eeuw werd het kuuroord Bad Ems geliefd bij de Europese aristocratie, met name de Russische. Ook beroemde Russische schrijvers bezochten het kuuroord, zoals Tjoettsjev, Gogol, Toergenjev en Dostojevski, die hier delen van zijn roman De gebroeders Karamazov schreef.  De Russische gasten kuurden veelal meerdere weken in Bad Ems en daarmee nam de behoefte aan een eigen kerkgebouw toe. Een eerste aanzet daartoe vormde de oprichting van een bouwcomité in 1855 met als doel middelen voor de bouw van een kerk voor de Russische toeristen in te zamelen. In 1858 werd keizerin Alexandra Fjodorovna de beschermvrouwe van het comité, dochter van koning Frederik Willem III van Pruisen en vrouw van tsaar Nicolaas I van Rusland. De inzameling van fondsen ging echter moeizaam zodat de bouwplannen moesten worden uitgesteld. 
Na een bezoek van tsaar Alexander II aan Bad Ems in de zomer van 1873 veranderde dat en werd er een nieuwe bouwcommissie benoemd. De tsaar zelf doneerde een fors bedrag voor de aankoop van een stuk grond aan de oever van de rivier en in 1874 werd er begonnen met de bouw volgens een ontwerp van een architect uit Nassau. De kerk werd ingewijd op 2 mei 1874 in aanwezigheid van prins Pjotr Vjazemski. Vier dagen later zou de tsaar er zelf een liturgieviering bijwonen.
In verband met het uitbreken van de Eerste Wereldoorlog werd de kerk gesloten. Na heropening van de kerk in 1922 bestond het keizerrijk Rusland niet meer en was de aristocratie verdwenen. De kerk werd gerenoveerd in de jaren 1928-1930 en viel onder de jurisdictie van de in Parijs residerende metropoliet Eulogius. Vanaf 1939 maakte de kerk deel uit van de Russisch-orthodoxe Kerk in het Buitenland. De kerk werd van 1944 tot 1946 opnieuw gesloten en kwam daarna onder de jurisdictie van het West-Europese Exarchaat van de Russisch-Orthodoxe Kerk en vanaf 1957 onder het West-Europese Exarchaat van het Patriarchaat van Constantinopel. Sinds de jaren 1980 behoort de kerk tot het Duitse bisdom van de Russisch-orthodoxe Kerk in het Buitenland

## Beschrijving
De kerk werd gebouwd in Russisch-Byzantijnse stijl. Het gebouw is 27 meter hoog, heeft de vorm van een Grieks kruis en een oppervlakte van 150 m². Vroeger waren alle vijf koepels verguld, maar in de jaren 1970 werden de vier kleine koepels blauw geschilderd. De oorspronkelijke, uit Rusland geïmporteerde klokken, werden in 1917 in beslag genomen ten behoeve van de oorlogsindustrie. De klokkenstoel is achter de kerk gelegen.

## Afbeeldingen

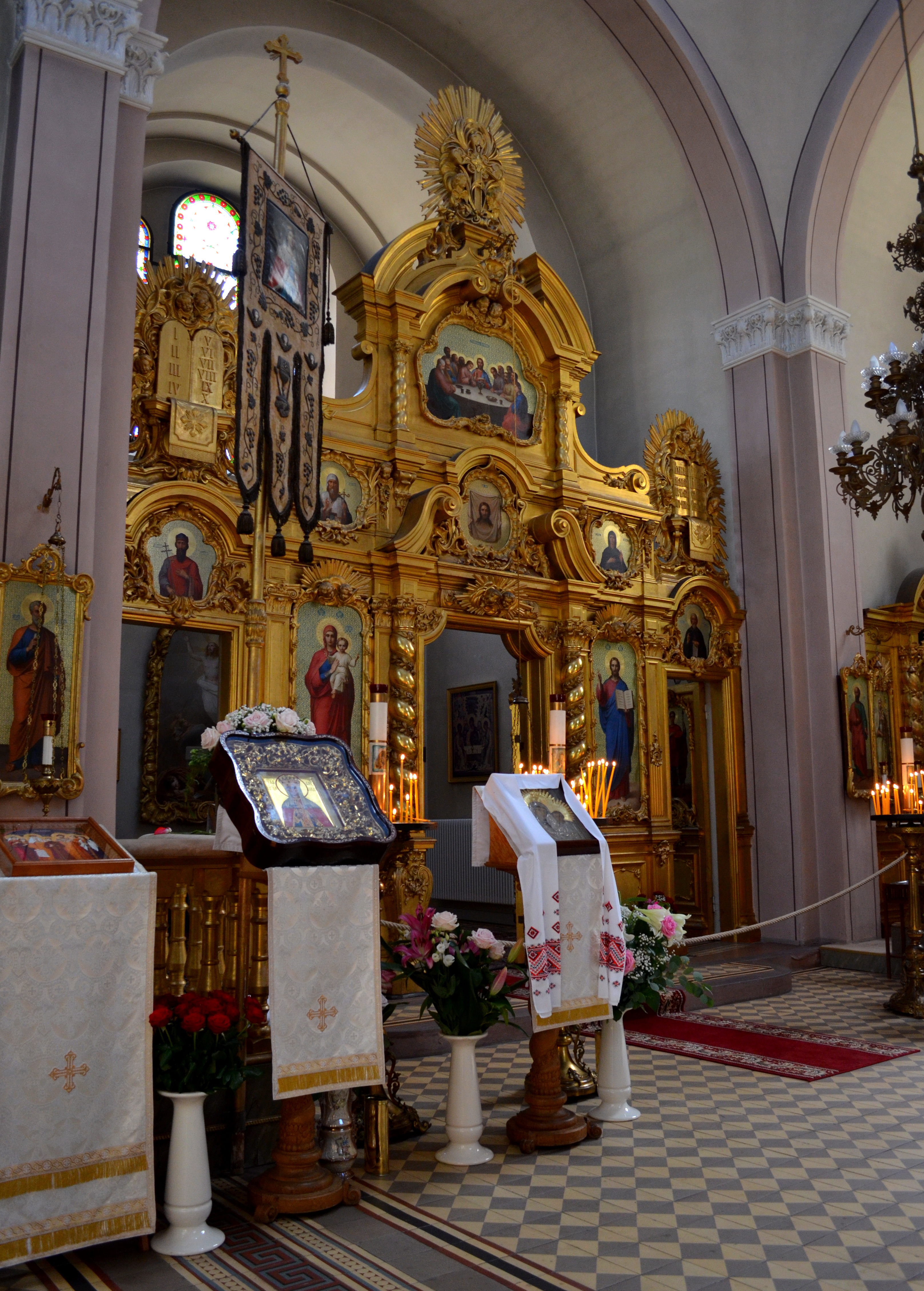
Hoofdaltaar
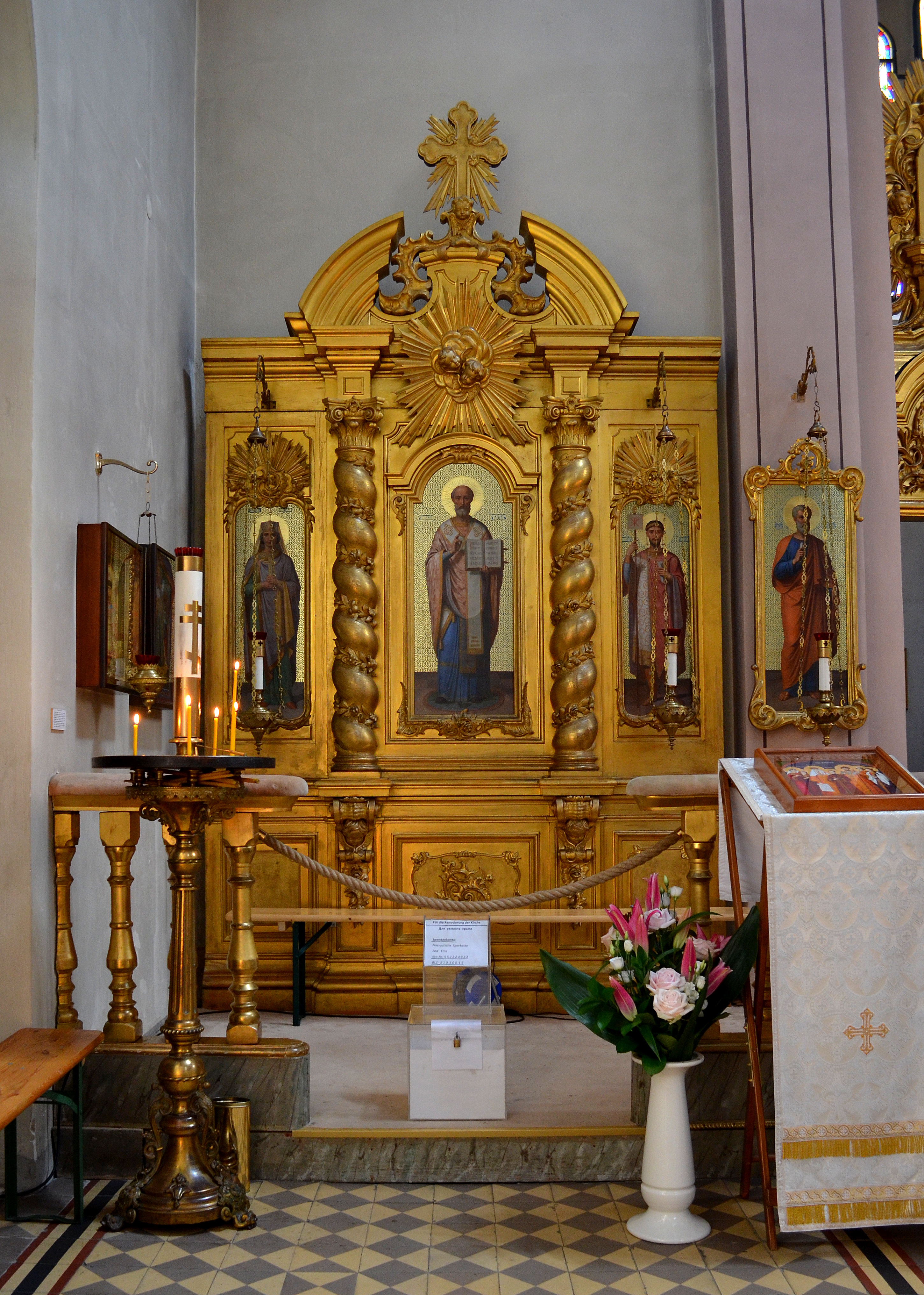
Nevenaltaar
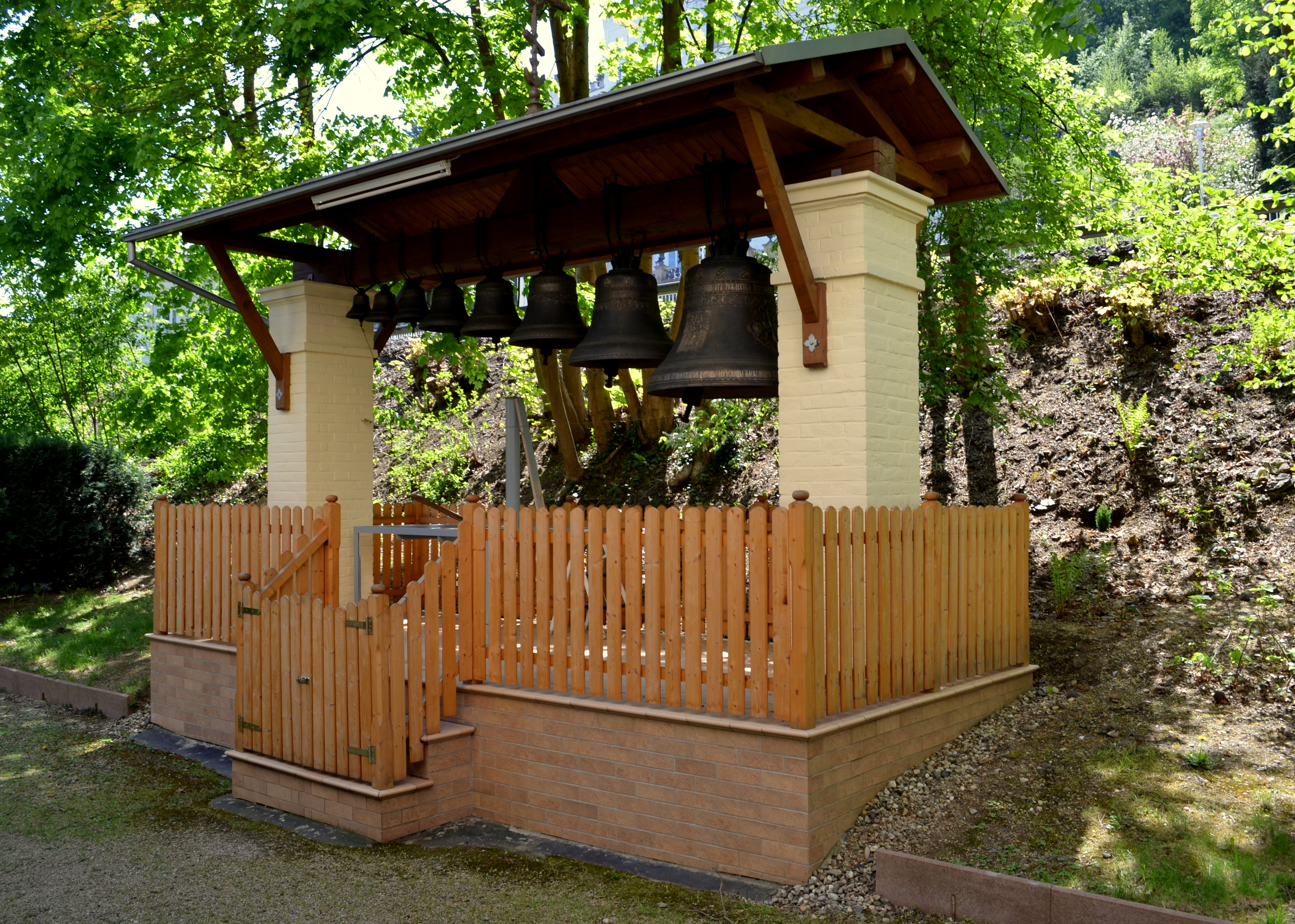
Klokkenstoel
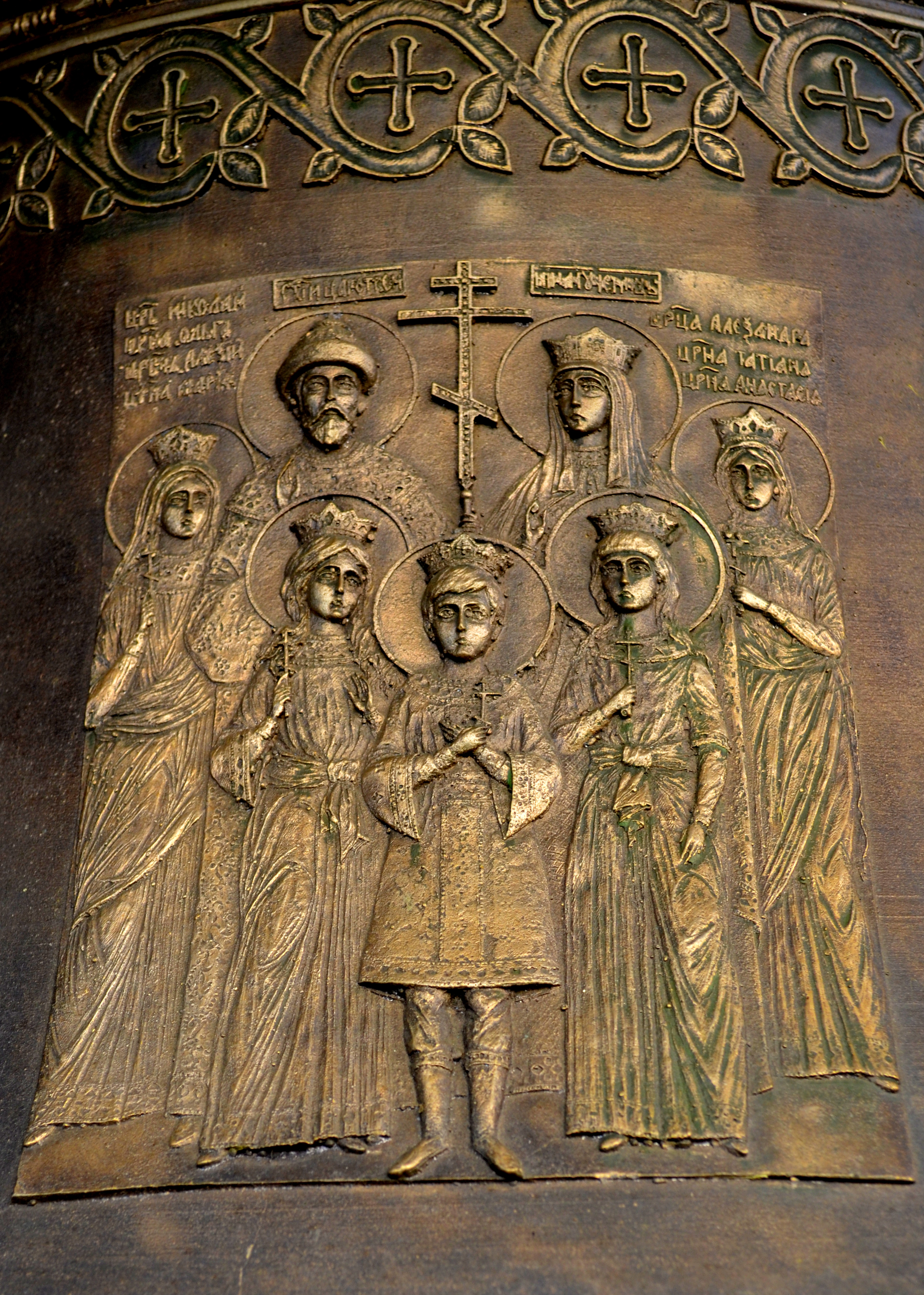
Detail klok